# Wilson (comté de Sainte-Croix, Wisconsin)
Pour les articles homonymes, voir Wilson.
Wilson est un village du comté de Sainte-Croix, dans l'État du Wisconsin, aux États-Unis. En 2020, il comptait une population de 209 habitants.